# Nat Pierce

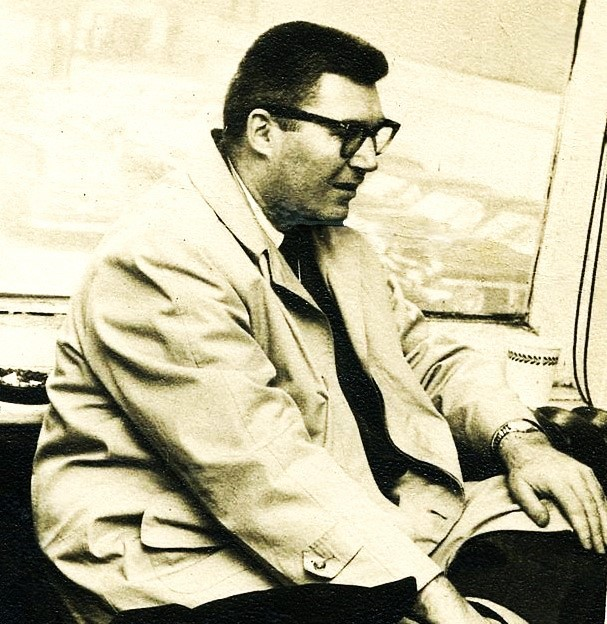
Nat Pierce in 1961

Nathaniel Pierce (Somerville, 16 juli 1925 - Los Angeles, 10 juni 1992) was een Amerikaanse jazz-pianist, componist, arrangeur en bigband-leider. Hij werd vooral bekend als pianist in verschillende 'Herds' van Woody Herman.
Pierce studeerde een jaar aan New England Conservatory en speelde daarna in verschillende lokale bands in en rond Boston, waarvoor hij ook wel arrangeerde. In 1947 was hij kort lid van de bigband van trompettist Ray Borden, voorheen lid van de band van Stan Kenton. Tevens speelde Pierce bij de groep van Larry Clinton. Van 1949 tot 1951 had hij een parttime bigband, waarin onder andere Charlie Mariano speelde, waarmee hij eerder had samengespeeld bij Clinton.
In de eerste helft van de jaren vijftig was hij pianist en arrangeur bij Woody Herman (1951 tot 1955) en had hij met trompettist Dick Collins een negenkoppige band (1954). In de tweede helft van dat decennium was Pierce actief in New York, als freelancer en (in de jaren 1957-1959) bandleider. In 1957 schreef hij de arrangementen voor de tv-show "The Sound of Jazz" en speelde hij piano op het debuutalbum van Lambert, Hendricks & Ross, Sing a Song of Basie. Hij werkte die jaren verder samen met onder andere Pee Wee Russell, Ruby Braff en Count Basie.
In de jaren 1961-1966 was hij terug bij Herman, die toen met een nieuwe 'Herd', "Swingin' Herd", veel succes had. Daarna was hij weer freelancer en werkte hij onder meer met de groep van Louie Bellson. Begin jaren zeventig verhuisde hij naar Los Angeles en een paar jaar later begon hij met drummer Frank Capp de bigband Juggernaut, die hij tot aan zijn dood (op enkele onderbrekingen na) mede leidde. De groep speelde vooral werk van Count Basie en Woody Herman. Pierce kon goed piano spelen in de stijl van Basie en ging daarom in 1984 en 1986 als pianist met de Count Basie-alumni-groep The Count's Men mee op tournee naar Europa.
Pierce is te horen op opnames van onder meer Al Cohn, Jo Jones, Freddie Green, Joe Newman, Paul Quinichette, Bob Brookmeyer, Charlie Barnet, Arthur Prysock, Terry Gibbs, Rosemary Clooney en Scott Hamilton.

## Discografie (selectie)
- The Nat Pierce-Dick Collins Nonet, Fantasy Records, 1954
- Nat Pierce and the Herdsmen, Featuring Dick Collins, Fantasy Records, 1954
- The Nat Pierce Bandstand, Vanguard Records, 1955
- Nat Pierce Octet and Tentette, Keynote Records. 1955
- Old Time Modern, Vanguard Records, 1955
- Nat Pierce With Hinton, Galbraith, Johnson, 1956
- Nat Pierce and Osie Johnson, 1956
- Kansas City Memories, Coral Records, 1957
- Big Band at the Savoy Ballroom, RCA, 1957
- Chamber Music for Moderns, Coral Records, 1957
- The Ballad of Jazz Street, Hep Records, 1980 (opnames ca. 1961)
- 5400 North, Hep Records, 1978